# Heinrich Adolf Kraemer

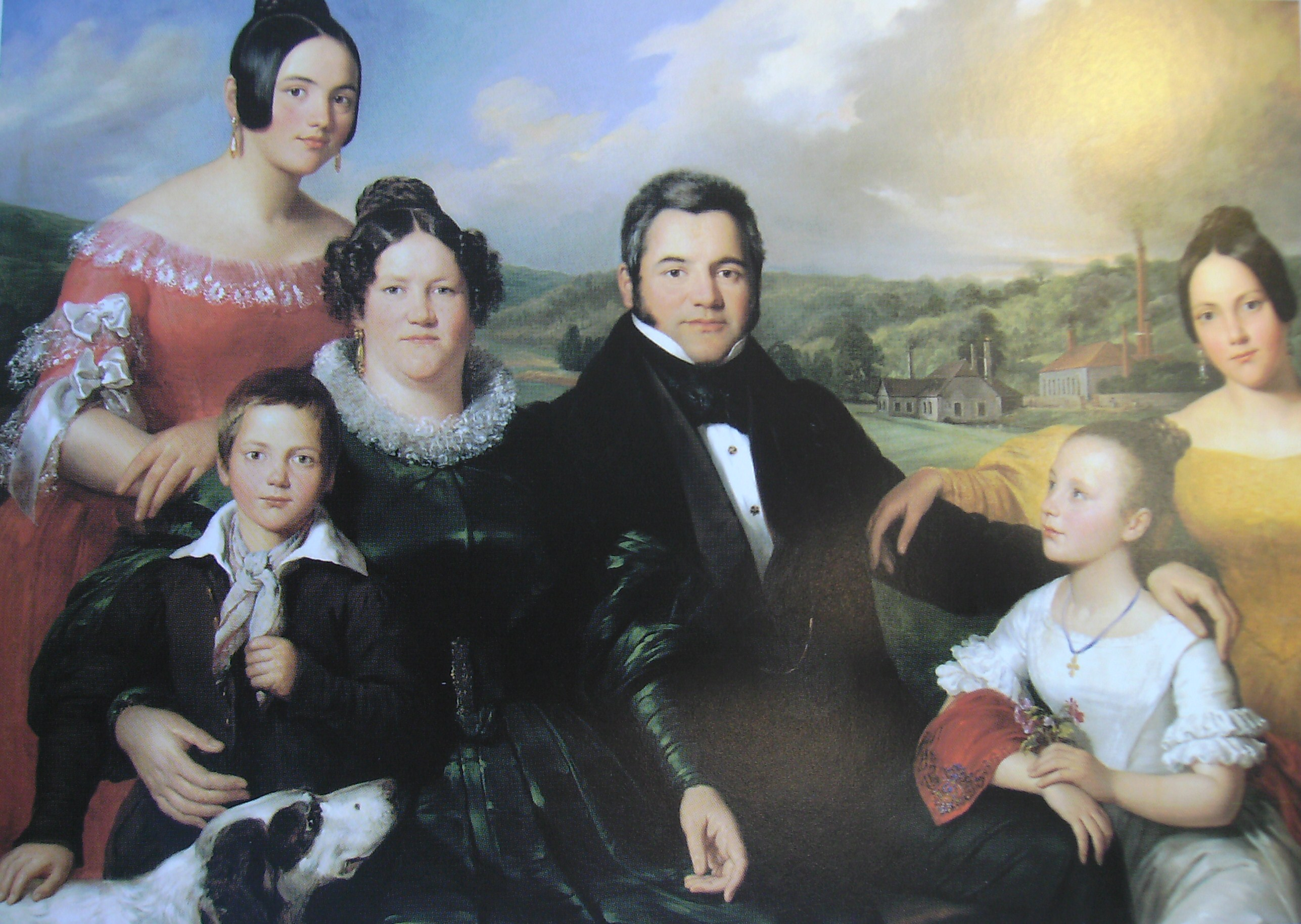
Familie Kraemer; Gruppenporträt von Louis Krevel (1837)

Heinrich Adolf Kraemer (* 5. April 1798 in St. Ingbert; † 27. Januar 1876 in Quint) war ein deutscher Eisenwerk-Unternehmer.

## Herkunft
Adolf Kraemer war ein Sohn von Philipp Heinrich Krämer (1754–1803) und dessen Ehefrau Sophie Krämer, geb. Firmond (1763–1833).

## Leben
Nachdem Adolf Kraemer gemeinsam mit seinen Brüdern Philipp und Friedrich am 1. Januar 1827 von Franz Carl von Wendel die vom französischen Offizier Franz Pidoll im Jahre 1683 gegründete Eisenhütte am unteren Quintbachtal, kurz „die Quint“ genannt, erworben hatte, begann er rasch, das Werk, das in den Revolutionsjahren stark gelitten hatte, in ein lebensfähiges Unternehmen zu verwandeln.

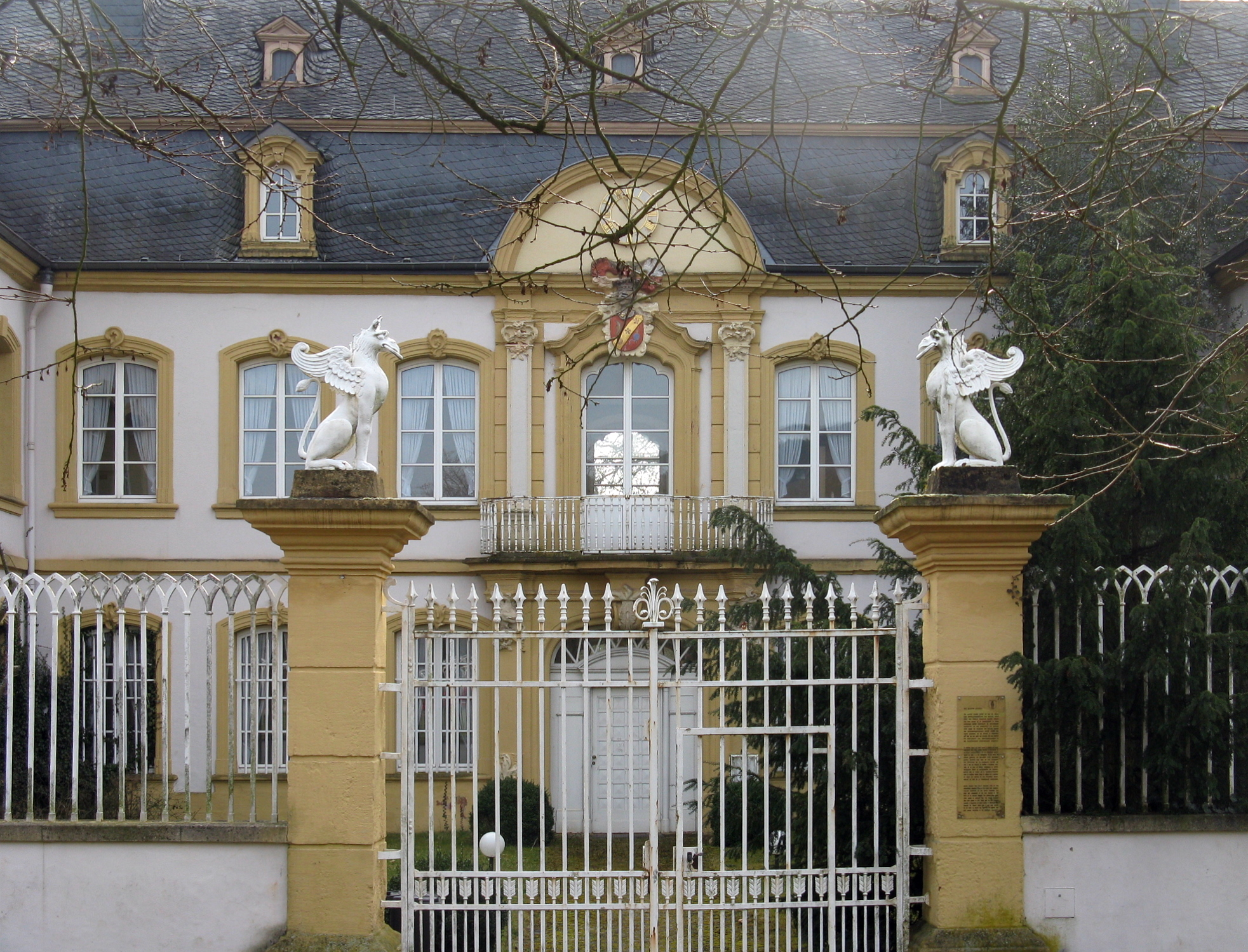
Quinter Schloss, Vorderfront mit Eisentor

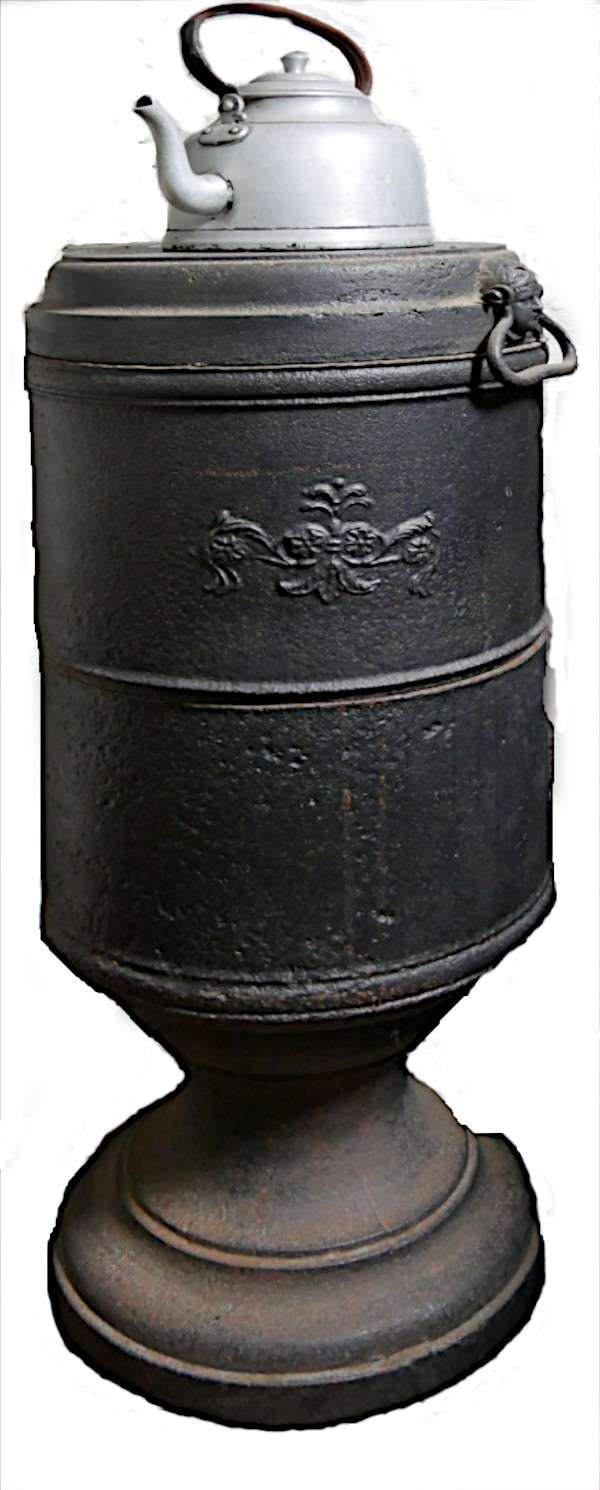
Quint-Ofen

Zu den Neuerungen zählten die Einführung des Puddelverfahrens, der Austausch von Holzkohle durch Steinkohle sowie die Nutzung der Dampfmaschine an Stelle von Wasserkraft. Kraemer, der Leiter des Unternehmens war, wandelte die alte Gießhütte mit angegliedertem Hammerwerk in ein spezialisiertes gemischtes Werk für Schweißeisen-Schienen um. Im angegliederten Eisengießereibetrieb wurden u. a. der nach wie vor bekannte „Quint-Ofen“, die sogenannten gusseisernen „Quinter Säulen“ als Tragwerk für Gebäude, Schachtabdeckungen sowie Takenplatten produziert. Im Jahr 1842 übernahm Kraemer, der inzwischen den Sitz des Unternehmens in das Quinter Schloss verlegt hatte, das Werk in alleiniger Verantwortung und baute es in der Folge zu einem Großunternehmen aus. Nachdem die Muttergesellschaft in St. Ingbert im Jahr 1859 in eine Kommanditgesellschaft umgewandelt worden war, schied Kraemer, der dort seit 1822 mit seinen Brüdern Heinrich und Fritz Miteigentümer gewesen war, aus und wurde alleiniger Eigentümer des Quinter Eisenwerks.

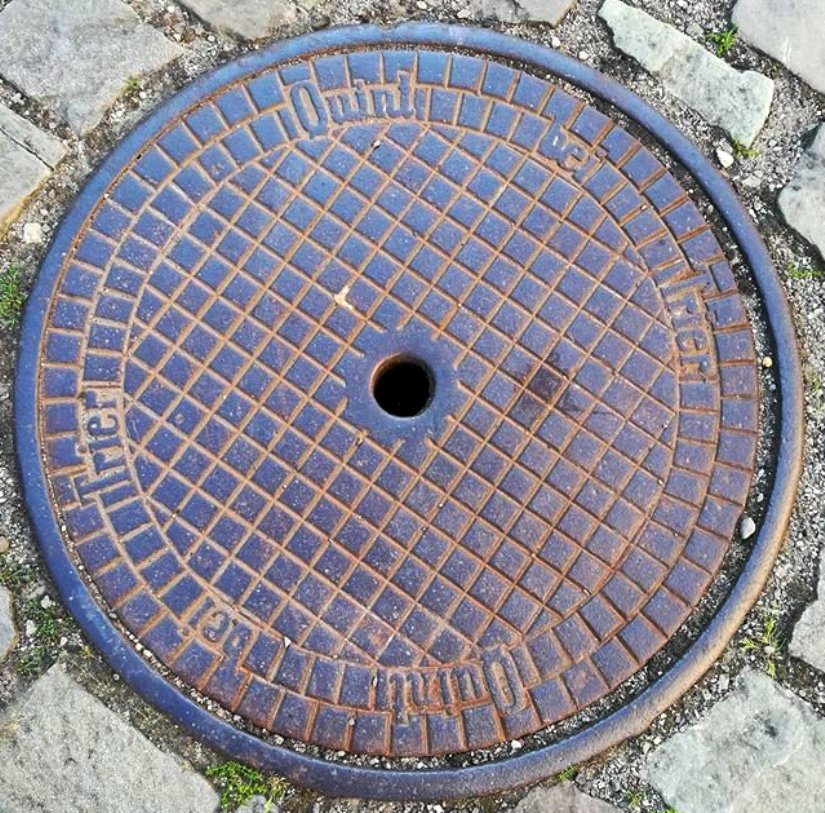
Schachtabdeckung aus Quinter Gusseisen

1870 erhielt das Werk einen eigenen Eisenbahnanschluss, sodass der bis dahin genutzte Moselhafen nicht mehr benötigt wurde. Im gleichen Jahr verlor Kraemer seinen Sohn Hugo (1834–1870), der dessen Nachfolger im Unternehmen hätte werden sollen. Höhepunkt der Produktion war das Jahr 1872. Die Zahl der Beschäftigten, die vom ansteigenden Eisenbahnbau profitiert hatten, war inzwischen bis auf 1200 Mitarbeiter angestiegen. Nach Aufhebung der Eisenzölle im Jahr 1873 drängten lothringische Roheisenerzeuger auf den deutschen Markt und erschwerten Kraemer zusehends den eigenen Absatz. 1874 wandelte er sein Unternehmen in eine Aktiengesellschaft um, jedoch bewirkte eine große Krise in der heimischen Eisenindustrie, dass er fast schlagartig die Hälfte seiner Belegschaft entlassen musste. Nachdem Kraemer 1876 im Alter von 77 Jahren gestorben war, übernahm die Gewerkschaft Quint den gesamten Besitz der AG Quinter Eisenhüttenwerke von dessen Erben.

## Quinter Werk ab 1912

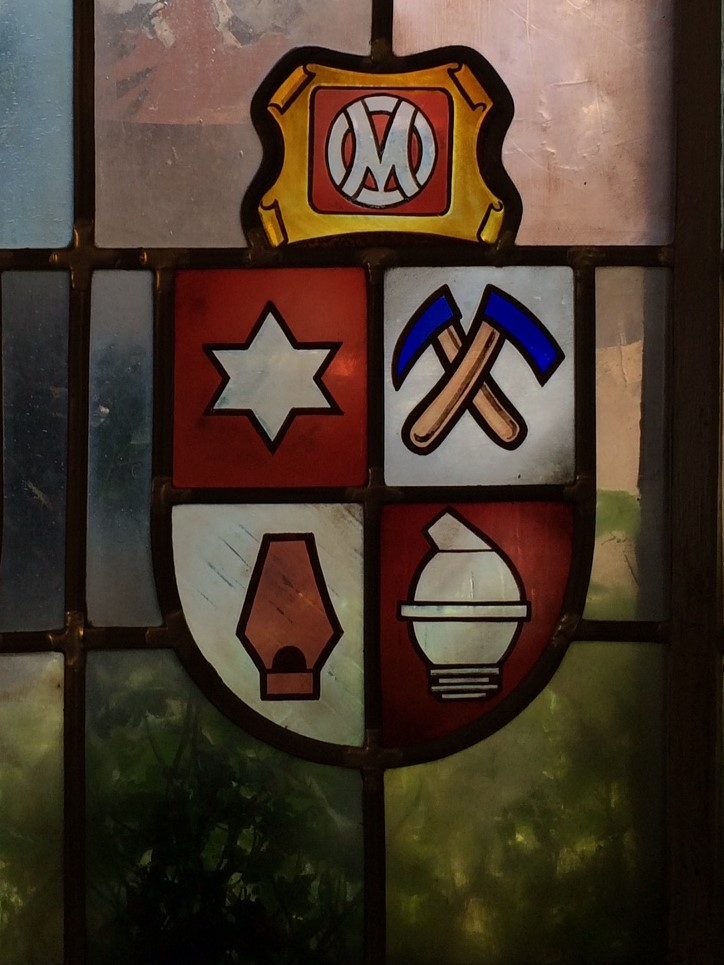
Emblem des Unternehmens Ougrée-Marihaye

Später verlor das Quinter Werk zunehmend an Bedeutung, nachdem die Eisenwerke in Lothringen und an der Saar das Thomas-Verfahren eingeführt hatten. Die Roheisen- und Stahlgewinnung wurde schließlich zugunsten eines Walzwerks, neben der Erhaltung der traditionellen Eisengießerei, aufgegeben. Im Jahr 1912 wurde das Werk an die belgische Gesellschaft Société anonyme Ougrée-Marihaye veräußert und gelangte von dort im Jahr 1918 über die Lothringer Hüttenverein Aumetz-Friede AG in den Interessenbereich des Klöckner-Konzerns. Ab da wurde das Werk als Klöckner-Werke, Abteilung Quint weiterbetrieben. Das angegliederte Walzwerk wurde 1925 aufgegeben, ebenso die Eisengießerei 1972, die zwischenzeitlich während des Zweiten Weltkriegs nochmals eine deutliche Belebung erfahren hatte.

## Ergänzende Biografie

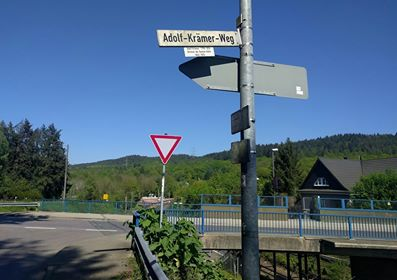
Adolf-Krämer-Weg in Quint

Kraemer war in den Jahren 1833 und 1837 Mitglied des rheinischen Provinziallandtags sowie Mitglied der Gesellschaft für nützliche Forschungen zu Trier (GfNF). Als Mitbegründer und Aufsichtsratsvorsitzender förderte er die im Jahr 1840 gegründete Mosel-Dampfschifffahrts-Gesellschaft, seit 1842 war er Kreisdeputierter. 1845 gründete er eine Kranken- und Hilfskasse für die ca. 500 Beschäftigen im Werk sowie eine Schule. 1851 wurde er Mitglied der Handelskammer Trier. Ihm zu Ehren wurde im Trierer Stadtteil Quint der Adolf-Krämer-Weg benannt.

## Spätere Nutzung des Werksgeländes

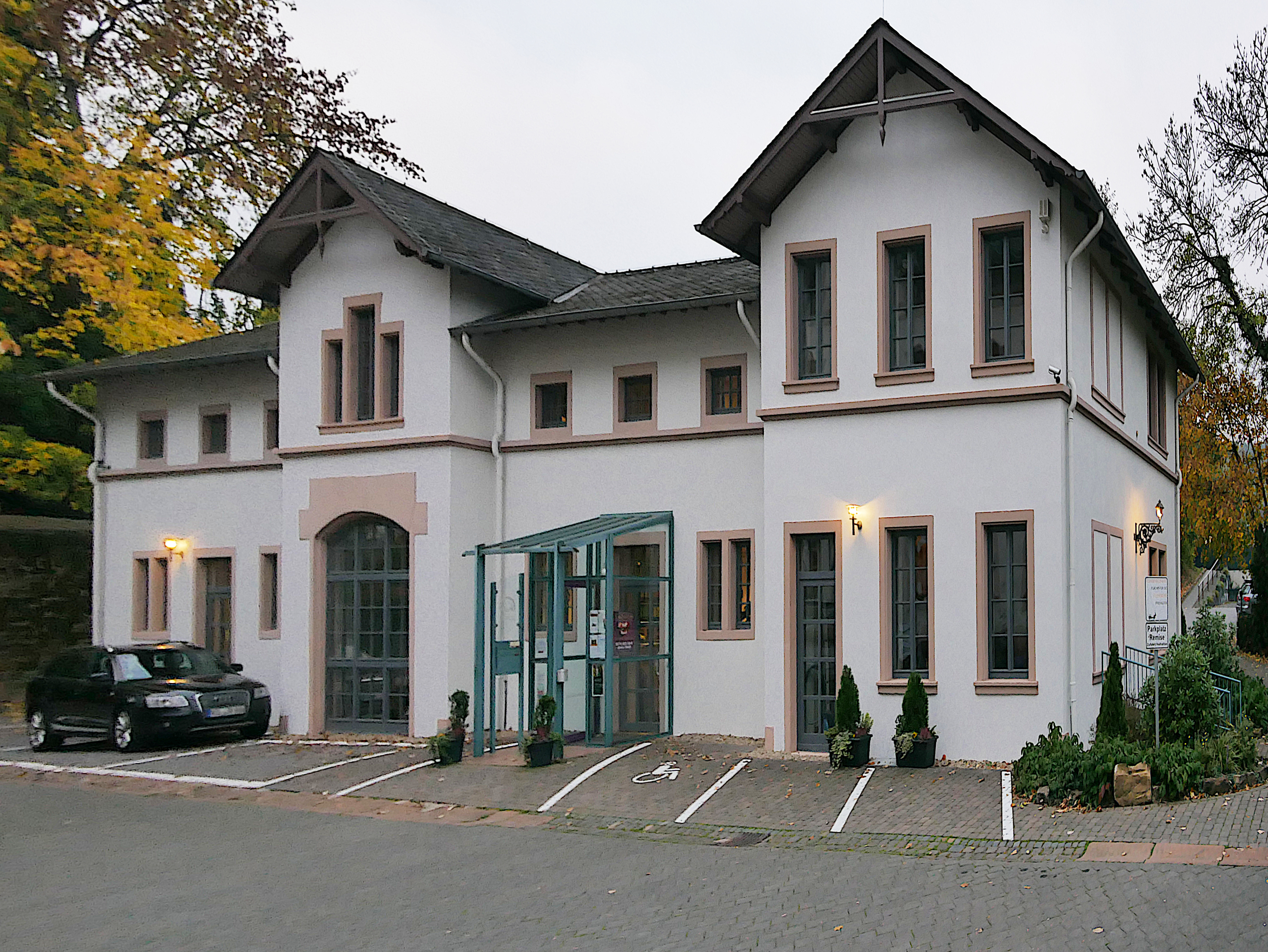
Ehemalige Remise in der 1865 von Kraemer in großzügigem Gartengelände errichteten Baugruppe

Das Grundstück wurde später von der 1899 gegründeten Wohnungsbau und Treuhand AG (gbt) erworben, die ehemaligen Gebäude des Hüttenwerkes ließ man zu Beginn der 1980er Jahre abbrechen, und es wurde dort ein soziales Wohnungsbauprojekt mit dem sogenannten Mietkaufmodell verwirklicht. Das Quinter Schloss einschließlich Park ließ man 1984 renovieren, und im Herrenhaus wurde ein Kindergarten eingerichtet. Von der ursprünglichen Bebauung erhalten ist weiterhin eine stattliche spätklassizistische Villa und eine eineinhalbgeschossige Remise mit zweigeschossigen übergiebelten Risaliten; alle Bauteile sowie der Brunnen im Hof sind mit gusseisernen Zierelementen aus der Quinter Hütte ausgestattet.

## Auszeichnungen
- Kommerzienrat, später Geheimer Kommerzienrat
- preußischer Kronen-Orden II. Klasse
- preußischer Roter Adlerorden III. Klasse

## Familie
Kraemer heiratete 1825 in St. Ingbert Henriette geb. Röchling (1805–1874). Ihre Eltern waren der Kaufmann Thomas Röchling (1755–1841) und dessen Ehefrau Friederike Röchling geb. Dern. Die Eheleute Kraemer hatten sechs gemeinsame Kinder: Adolf, Henriette, Friderike, Rosa, Hugo († 1870) und Franziska genannt Fanny.

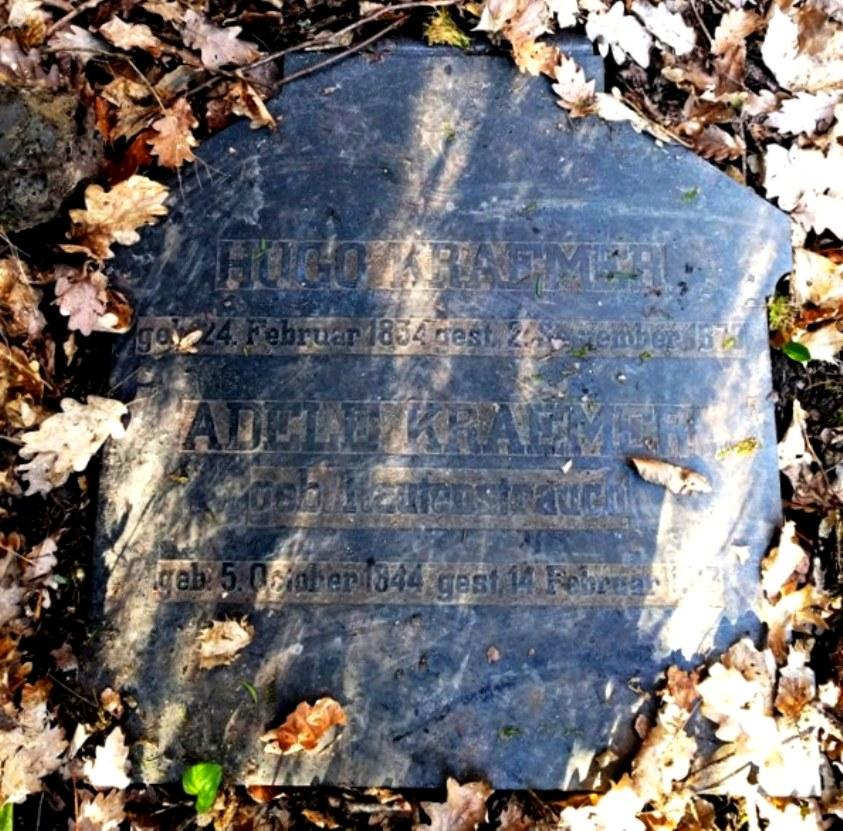
Grabstein Hugo und Adele Kraemer
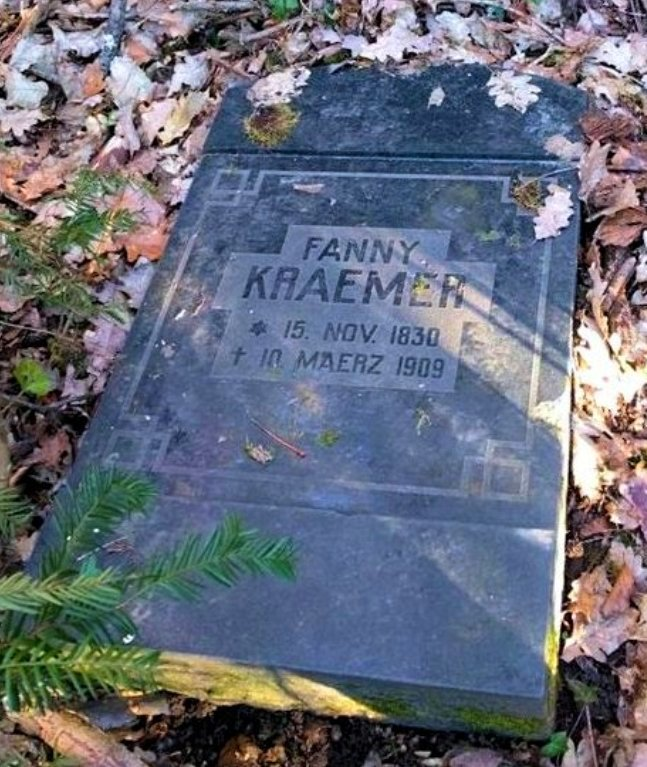
Grabstein Fanny Kraemer